# Hành phi

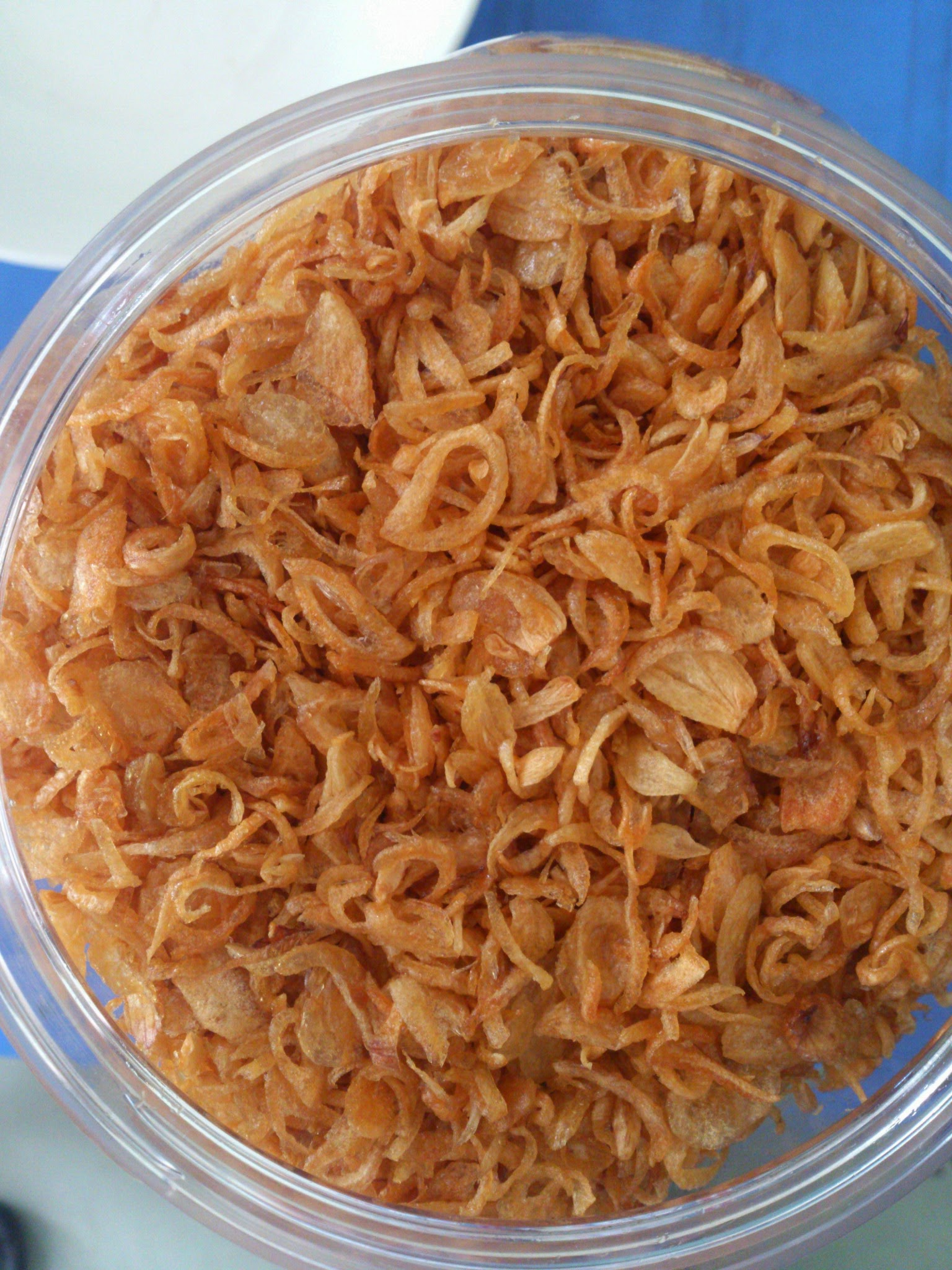
Hành phi nguyên chất từ củ hành ta không có bất cứ một pha độn nào

Hành phi là một loại phụ phẩm dùng để làm gia vị trong các món ăn được chế biến bằng phương pháp phi hành cho đến khi thơm giòn và ngả màu vàng. Ở Việt Nam, hành phi có thể hiểu là hành khô phi thơm cho vào thức ăn. Hành phi là món phụ gia không thể thiếu cho những món ăn như bánh cuốn, xôi, cơm rang, hủ tiếu, bún riêu v.v., thậm chí một số nhà hàng còn mua hành phi như một nguyên liệu chế biến các món xào. Việc sản xuất hành phi ở quy mô lớn để cung ứng cho thị trường chế biến đồ ăn trở thành nghề được ưa chuộng ở một số vùng, địa phương Việt Nam

## Chế biến
Trong ẩm thực việc sử dụng hành củ khô băm vụn, đập dập và khử dầu, mỡ trong chảo cho thật thơm trước khi sử dụng dầu, mỡ đó để chế biến các món ăn xào, rán là vô cùng phổ biến tại khắp các nền ẩm thực toàn thế giới. Tại Việt Nam, việc phi hành đã được nâng lên mức quy mô lớn hơn một chảo hành phi thông thường cho một món ăn trong bếp ăn gia đình, để có thể trở thành một sản phẩm hành phi đúng nghĩa thuần túy dùng để rắc, trộn phối vào rất nhiều món ăn khác, giúp gia tăng hương vị đặc biệt cho món ăn.
Muốn hành ngon phải chọn loại thật già, củ trơn bóng. Sau khi lột vỏ, rửa sạch, hành được đem đi xắt mỏng, phơi hơi héo cho bớt nước và có thể tẩm ướp với một chút bột hoặc không, rồi đem chiên đến khi vàng giòn trong chảo mỡ hay dầu ăn. Kỹ thuật chiên công phu, phải canh lửa cho đều và để tránh bị cháy khét, phải chọn đúng thời điểm hành vừa chớm vàng là vớt khỏi chảo (vì hành sau khi vớt ra vẫn tiếp tục chín vàng đậm hơn với lượng dầu, mỡ còn rất nóng ngấm trong hành).
Yếu tố quyết định cho hành phi thơm ngon, đạt chất lượng còn phụ thuộc vào dầu chiên. Sau khi chiên khoảng vài lần dầu, mỡ không được sử dụng lại mà phải thay thế.
Mỗi ngày, những cơ sở phi hành ở Thành phố Hồ Chí Minh đưa ra thị trường hàng chục tấn hành phi thành phẩm. Hành phi sau đó được làm gia vị cho rất nhiều món ăn tại quán xá bình dân cho đến những nhà hàng sang trọng ở khách sạn cao cấp.

## Công dụng

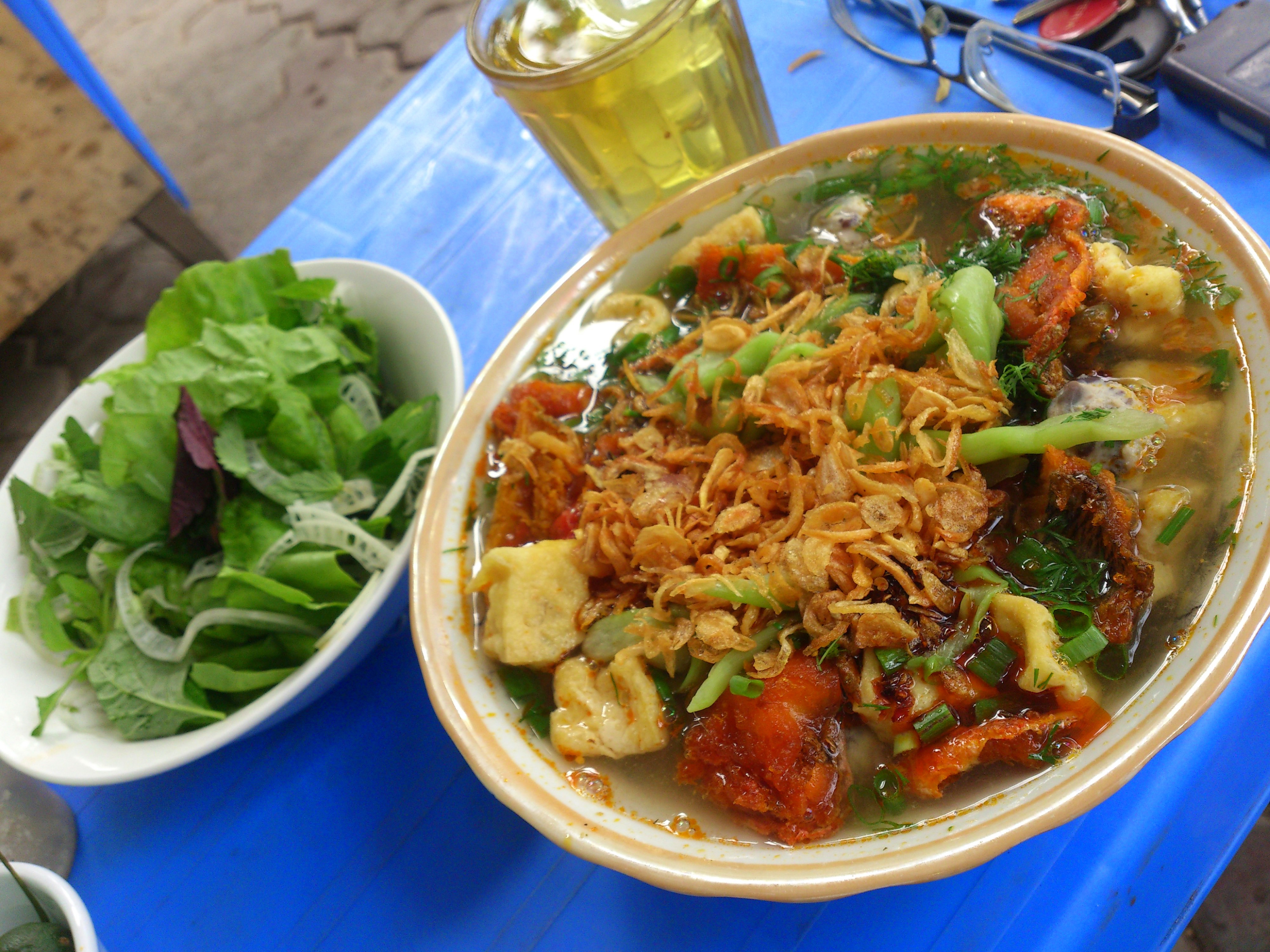
Một bát bún cá với hành phi rắc bên trên

Hành phi giòn, ngọt và có mùi thơm, nhất là lúc những lát hành đang được phi trên chảo dầu sôi, chúng dậy mùi trở lại khi gặp thức ăn nóng. Người ta dùng hành phi làm gia vị không chỉ để cốt lấy mùi thơm. Hành phi là một trong những loại gia vị dinh dưỡng trong thành phần hành phi có đạm, có béo, có đường và có cả một số loại vitamin...Khi ăn, những lát hành phi tác động đến 5 giác quan con người. Trước đây vai trò chính của những lát hành phi không phải là gia vị mà chúng chỉ giúp khử mùi. Ở Việt Nam trước đây, dầu mỡ không được tinh luyện, chế biến mà lại dùng đi dùng lại nhiều lần nên chúng cho những mùi khó chịu như mùi ôi, mùi khê v.v... nên trước khi sử dụng dầu mỡ người ta lại phi sơ một chút hành để khử mùi. Bây giờ hành phi đóng vai trò của một loại gia vị không thể thiếu trong nhiều món ăn. Hành phi được sử dụng phổ biến như một loại gia vị và thực phẩm ăn kèm trong các món như xôi, hủ tiếu, cơm rang, bánh bột lọc, bánh cuốn, bún riêu, bún thang, bún mọc, cơm hến, hải sản nướng.

## Nguy cơ từ hành phi bẩn trên thị trường
Các chuyên gia cảnh báo, hành phi bán sẵn có thể gây bệnh gan, ung thư vì được chế biến bởi dầu, mỡ kém chất lượng, bảo quản không đúng cách. việc sử dụng dầu mỡ thối hoặc chiên đi chiên lại nhiều lần không những không đảm bảo vệ sinh mà còn mất an toàn trong thực phẩm. Hành phi bằng mỡ tái chế có thể gây nguy hại tức thời đến tính mạng con người. Nếu nguyên liệu bẩn, quy trình chế biến bẩn, người sản xuất không dùng bảo hộ lao động, không găng tay, khẩu trang, lại không được khám sức khoẻ thì đương nhiên sản xuất ra những thực phẩm không đảm bảo vệ sinh an toàn thực phẩm Việc chiên bằng mỡ tái chế, chiên đi chiên lại nhiều lần sẽ tạo nên các độc tố có hại đến gan, thận, não, có thể gây ngộ độc thực phẩm và về lâu dài có thể gây ung thư.
Dầu từ hố ga đem bán cho các cơ sở chế biến dầu đen, thậm chí giao thẳng cho cơ sở phi hành. trong dầu nguyên liệu, để lắng thành dầu đen bán cho các cơ sở phi hành - có lẫn rất nhiều tạp chất Người sản xuất hành phi thường tận dụng thêm cả hành tây, khoai tây đã thối. Khi đó người làm hành phi sẽ trộn thêm với một ít hành củ xịn để làm mùi hoặc có thể pha thêm với một số loại bột khác. Khi chiên giòn người ăn không thể phát hiện được hành phi có mùi lạ. Để sản xuất hành thành phẩm, một lượng lớn phế phẩm nảy sinh: Vỏ hành tây, vỏ khoai, sắn. Hầu hết phế phẩm này được đổ ra đồng ruộng, phần khác đem ra thùng rác đổ cùng rác thải làm bốc mùi nồng nặc, ảnh hưởng lớn đến sức khỏe người dân xung quanh
Ngoài khâu chế biến kém vệ sinh, các hộ kinh doanh đều dùng dầu đã qua sử dụng để phi hành. Đặc biệt, các chảo dầu được tái sử dụng nhiều lần ngả màu đen quánh, bốc mùi hôi mua dầu từ những người bán dầu dạo. Nguồn nguyên liệu này vốn được xuất bán từ các công ty sản xuất mì gói hoặc các loại thực phẩm vốn cần đến việc chiên sấy bằng dầu.